# بيرن باسنت
بيرن باسنت (20 أكتوبر 1994 في بوتان - ) هو لاعب كرة قدم بوتاني في مركز جناح ‏. شارك مع منتخب بوتان لكرة القدم. أما مع النوادي، فقد لعب مع Druk Stars FC ‏ وUgyen Academy FC ‏.

## روابط خارجية
- بيرن باسنت على موقع ناشيونال فوتبول تيمز (الإنجليزية)
- بيرن باسنت على موقع Soccerway.com (الإنجليزية)